# Nervus glossopharyngeus
De nervus glossopharyngeus is de negende craniale, hersenzenuw of de tong-keelzenuw. Hij verlaat de schedel via het foramen jugulare.
De zenuw is gemengd. Het motorische deel innerveert onder andere spieren van de keelwand en de larynx. Het sensorische deel zorgt voor sensibiliteit op het achterste 1/3e van de tong en de keelholte. Het geeft ons naast de sensibiliteit van dit achterste 1/3e van de tong ook de mogelijkheid te proeven. In tegenstelling tot achterste 1/3e wordt het voorste 2/3e van de tong geïnnerveerd door de chorda tympani voor de smaak en door de nervus lingualis voor de sensibiliteit. De zenuw verzorgt ook de drukgevoelige sensoren in de sinus carotidicus (verwijding in de halsslagader).
I: N. olfactorius · II: N. opticus · III: N. oculomotorius · IV: N. trochlearis · V: N. trigeminus (N. ophthalmicus · N. maxillaris · N. mandibularis) · VI: N. abducens · VII: N. facialis · VIII: N. vestibulocochlearis · IX: N. glossopharyngeus · X: N. vagus · XI: N. accessorius · XII: N. hypoglossus